# Onyx (Califòrnia)
Onyx és una concentració de població designada pel cens dels Estats Units a l'estat de Califòrnia. Segons el cens del 2000 tenia 476 habitants.

## Demografia
Segons el cens del 2000, Onyx tenia 476 habitants, 197 habitatges, i 128 famílies. La densitat de població era de 15,9 habitants/km².
Dels 197 habitatges en un 22,8% hi vivien nens de menys de 18 anys, en un 48,7% hi vivien parelles casades, en un 9,6% dones solteres, i en un 35% no eren unitats familiars. En el 27,4% dels habitatges hi vivien persones soles el 14,2% de les quals corresponia a persones de 65 anys o més que vivien soles. El nombre mitjà de persones vivint en cada habitatge era de 2,42 i el nombre mitjà de persones que vivien en cada família era de 2,92.
Per edats la població es repartia de la següent manera: un 24,4% tenia menys de 18 anys, un 4% entre 18 i 24, un 19,5% entre 25 i 44, un 23,5% de 45 a 60 i un 28,6% 65 anys o més.
L'edat mediana era de 47 anys. Per cada 100 dones de 18 o més anys hi havia 92,5 homes.
La renda mediana per habitatge era de 16.058 $ i la renda mediana per família de 29.583 $. Els homes tenien una renda mediana de 31.818 $ mentre que les dones 13.438 $. La renda per capita de la població era de 9.370 $. Entorn del 25,7% de les famílies i el 34,7% de la població estaven per davall del llindar de pobresa.

## Poblacions més properes
El següent diagrama mostra les poblacions més properes.